# S/Normally
『S/Normally』（スノーマリー）は、2013年11月6日にトイズファクトリーから発売された、日本のバンド・藍坊主の2枚目のミニ・アルバム。

## 解説
- 前作「ブルーメリー」の続編となる2ndミニ・アルバム。前作と同じく初回限定盤と通常盤でのリリース。
- アルバムタイトルの『S/Normally（スノーマリー）』は、S(信号量) / N(雑音量)の比率を意味するS/Nと、「標準的に」の意味を持つNormallyの造語。
- ジャケットはVo.hozzyが前作同様にアクリル絵の具で描いた作品をベースにセントラル67木村と作り上げた作品。ブックレットにも数点のデッサンが掲載されている。また、ジャケットについてBa.藤森は藍坊主の藍ブロにて「危機迫る感じが収録曲のイメージに近い。どんな曲が入っているかジャケットから想像してもらうのも面白いかも。」と語っている。
- アルバム収録曲「宇宙が広がるスピードで」「虫の勾配」のミュージック・ビデオ監督は末吉ノブ。「虫の勾配」のプロデューサーは飯作直哉。
- 初回限定盤には「宇宙が広がるスピードで」MV、YouTubeで先行公開された同曲のスペシャルムービー(現在は非公開)、メイキング映像を収録したDVD、初回限定盤封入特典として前作「ブルーメリー」との2作連動特典応募券を封入。

## 収録曲

### CD
1. 宇宙が広がるスピードで(3:23)
作詞・作曲:藤森真一
Sammy PACHINKO「CR ROOKIES」イメージソング。タイアップは星のすみか以来となる。MVが製作されている。
MVは2013年8月18日新木場STUDIO COASTで行われた、aobozu TOUR 2013 ～境界を溶解する妖怪～ツアーファイナルのライブ中に撮影された。
ミニアルバムのリリースに先駆けて9月2日にiTunes、レコチョクなどで先行配信された。
2. 虫の勾配(3:33)
作詞・作曲:佐々木健太
アルバム収録曲「宇宙が広がるスピードで」と同じくMVが制作されており、MVは全編モノトーンの雰囲気で構成されメンバーが羽をつけて演奏している。
ジャケットに描かれているイラストにも通じ、このアルバムの核なる作品になることが意味されている。
また、この楽曲のトラックダウンを行ったのはVo.hozzyの手によるもので、より表現を追求した作品になっている。
3. 水牛の祭(4:43)
作詞・作曲:佐々木健太
4. 冬空(4:10)
作詞・作曲:藤森真一
5. 雨、照らす(4:48)
作詞:佐々木健太、作曲:渡辺拓郎
6. トランスルーセント(3:26)
作詞・作曲:佐々木健太
7. マッチ(5:18)
作詞・作曲:藤森真一

### DVD(初回限定盤のみ)
1. 宇宙が広がるスピードで (Music video)
2. 宇宙が広がるスピードで (スペシャルムービー)
3. 宇宙が広がるスピードで (Making)